# Liliopol (przystanek kolejowy)
Liliopol – wąskotorowy przystanek osobowy w Liliopolu, w gminie Dąbrowice, w powiecie kutnowskim, w województwie łódzkim, w Polsce. Został wybudowany w 1914 roku przez okupacyjne wojska niemieckie razem z linią kolejową z Boniewa do Krośniewic.